# Spenglerův pohár 2022
Spenglerův pohár 2022 byl 94. ročníkem turnaje hokejových klubů, který probíhal od 26. do 31. prosince 2022 ve švýcarském Davosu na Eisstadion Davos. Účastnilo se jej šest celků (pět evropských klubů a výběr Kanady složený z hokejistů hrajících v evropských ligách), které byly rozděleny do dvou skupin po třech. Jedna byla pojmenovaná po Richardu Torrianim, druhá po Hansi Cattinim. 

## Účastníci turnaje
- Tým Kanady
- HC Sparta Praha
- IFK Helsinky
- Örebro HK
- HC Ambrì-Piotta
- HC Davos (hostitel)

## Zápasy
Všechny časy zápasů jsou uvedeny ve středoevropském čase (SEČ).

### Skupinová fáze
| Vysvětlivky           |
| --------------------- |
| Postup do semifinále  |
| Postup do čtvrtfinále |

#### Torrianihoskupina
| Poř. | Tým             | Z | V | VP | PP | P | VG | OG | B |
| ---- | --------------- | - | - | -- | -- | - | -- | -- | - |
| 1.   | HC Ambrì-Piotta | 2 | 2 | 0  | 0  | 0 | 12 | 5  | 6 |
| 2.   | Örebro HK       | 2 | 1 | 0  | 0  | 1 | 7  | 7  | 3 |
| 3.   | IFK Helsinky    | 2 | 0 | 0  | 0  | 2 | 5  | 12 | 0 |

| 26. prosince 2022 15:10 | HC Ambrì-Piotta | 5 : 2 (1:0, 2:1, 2:1) | Örebro HK | Eisstadion Davos, Davos Návštěvnost: 6 267 |  |

| Zpráva | |                             | |                                                                         |
| Janne Juvonen | Janne Juvonen | Brankáři                    | Jhonas Enroth                                                                                               | Rozhodčí: Cedric Borga Mikael Nord Čároví: Eric Cattaneo Anders Nyqvist |
| Alex Formenton 12:20' Joshua Jooris (Inti Pestoni, Dominic Zwerger) 33:42' Brandon McMillan (Alex Formenton) 34:10' Dario Bürgler (André Heim, Johnny Kneubuehler) 45:08' Jesse Virtanen (Michael Špaček, do prázdné branky) 57:23' | Alex Formenton 12:20' Joshua Jooris (Inti Pestoni, Dominic Zwerger) 33:42' Brandon McMillan (Alex Formenton) 34:10' Dario Bürgler (André Heim, Johnny Kneubuehler) 45:08' Jesse Virtanen (Michael Špaček, do prázdné branky) 57:23' | 1:0 1:1 2:1 3:1 3:2 4:2 5:2 | 22:07' Christopher Mastomäki (Oliver Eklind, Elias Ekström) 42:10' Linus Öberg (Philip Holm, Jhonas Enroth) | Rozhodčí: Cedric Borga Mikael Nord Čároví: Eric Cattaneo Anders Nyqvist |
| 6 min | 6 min | Tresty                      | 6 min | Rozhodčí: Cedric Borga Mikael Nord Čároví: Eric Cattaneo Anders Nyqvist |
| 26 | 26 | Střely                      | 33 | Rozhodčí: Cedric Borga Mikael Nord Čároví: Eric Cattaneo Anders Nyqvist |

| 27. prosince 2022 15:10 | IFK Helsinky | 2 : 5 (2:2, 0:2, 0:1) | Örebro HK | Eisstadion Davos, Davos Návštěvnost: 5 634 |  |

| Zpráva | |                             | |                                                                          |
| Roone Taponen | Roone Taponen | Brankáři                    | Jhonas Enroth | Rozhodčí: Cedric Borga Mikael Nord Čároví: Anders Nyqvist Hannu Sormunen |
| Micke Max Asten (Einari Luhanka, Eddie Larsson) 13:25' Kasper Halttunen (Juha Jääskä, Kristian Vesalainen) 15:40' | Micke Max Asten (Einari Luhanka, Eddie Larsson) 13:25' Kasper Halttunen (Juha Jääskä, Kristian Vesalainen) 15:40' | 0:1 0:2 1:2 2:2 2:3 2:4 2:5 | 05:48' Elias Ekström (Kristian Näkyvä, Robert Leino) 11:10' Filip Berglund (Elias Ekström, Robert Leino) 32:00' Oliver Eklind (Rodrigo Ābols, Elias Ekström) 38:48' Rodrigo Ābols (Oliver Eklind, Filip Berglund) 58:27' William Wikman (Marcus Hardegård, do prázdné branky) | Rozhodčí: Cedric Borga Mikael Nord Čároví: Anders Nyqvist Hannu Sormunen |
| 8 min | 8 min | Tresty                      | 10 min | Rozhodčí: Cedric Borga Mikael Nord Čároví: Anders Nyqvist Hannu Sormunen |
| 40 | 40 | Střely                      | 21 | Rozhodčí: Cedric Borga Mikael Nord Čároví: Anders Nyqvist Hannu Sormunen |

| 28. prosince 2022 15:10 | HC Ambrì-Piotta | 7 : 3 (2:0, 2:2, 3:1) | IFK Helsinky | Eisstadion Davos, Davos Návštěvnost: 6 267 |  |

| Zpráva | |                                         | |                                                                             |
| Benjamin Conz | Benjamin Conz | Brankáři                                | Niilo Halonen Roope Taponen | Rozhodčí: Mikko Kaukokari Marc Wiegand Čároví: Eric Cattaneo Hannu Sormunen |
| Inti Pestoni 05:20' Brandon McMillan (Daniele Grassi, Tobias Fohrler) 10:31' Filip Chlapík (Kilian Zündel, Michael Špaček) 22:03' Johnny Kneubuehler (Michael Špaček, Zaccheo Dotti) 32:16' Michael Špaček (Filip Chlapík, Jesse Virtanen) 42:00' André Heim (Dario Bürgler, Inti Pestoni) 53:44' Johnny Kneubuehler (Alex Formenton, Dominic Zwerger) 56:59' | Inti Pestoni 05:20' Brandon McMillan (Daniele Grassi, Tobias Fohrler) 10:31' Filip Chlapík (Kilian Zündel, Michael Špaček) 22:03' Johnny Kneubuehler (Michael Špaček, Zaccheo Dotti) 32:16' Michael Špaček (Filip Chlapík, Jesse Virtanen) 42:00' André Heim (Dario Bürgler, Inti Pestoni) 53:44' Johnny Kneubuehler (Alex Formenton, Dominic Zwerger) 56:59' | 1:0 2:0 3:0 3:1 3:2 4:2 5:2 5:3 6:3 7:3 | 22:46' Johan Motin 29:07' Otso Rantakari (Kristian Vesalainen, Otto Paajanen 43:04' Julius Nättinen (Iiro Pakarinen, Christin Kåsastul) | Rozhodčí: Mikko Kaukokari Marc Wiegand Čároví: Eric Cattaneo Hannu Sormunen |
| 10 min | 10 min | Tresty                                  | 10 min | Rozhodčí: Mikko Kaukokari Marc Wiegand Čároví: Eric Cattaneo Hannu Sormunen |
| 26 | 26 | Střely                                  | 29 | Rozhodčí: Mikko Kaukokari Marc Wiegand Čároví: Eric Cattaneo Hannu Sormunen |

#### Cattinihoskupina
| Poř. | Tým             | Z | V | VP | PP | P | VG | OG | B |
| ---- | --------------- | - | - | -- | -- | - | -- | -- | - |
| 1.   | HC Sparta Praha | 2 | 2 | 0  | 0  | 0 | 12 | 4  | 6 |
| 2.   | HC Davos        | 2 | 1 | 0  | 0  | 1 | 4  | 10 | 3 |
| 3.   | Tým Kanady      | 2 | 0 | 0  | 0  | 2 | 3  | 5  | 0 |

| 26. prosince 2022 20:15 | HC Sparta Praha | 3 : 2 (2:0, 1:2, 0:0) | Tým Kanady | Eisstadion Davos, Davos Návštěvnost: 5 859 |  |

| Zpráva | |                     | |                                                                                 |
| Josef Kořenář | Josef Kořenář | Brankáři            | Michael Hutchinson                                                                                       | Rozhodčí: Mark Lemelin Miroslav Štolc Čároví: Dominik Altmann Zachary Steenstra |
| Michal Řepík (Ondřej Mikliš) 18:11' Daniel Přibyl (Michal Vitouch, Michal Moravčík) 18:41' Michal Řepík (Daniel Přibyl, Marin Jandus) 27:20' | Michal Řepík (Ondřej Mikliš) 18:11' Daniel Přibyl (Michal Vitouch, Michal Moravčík) 18:41' Michal Řepík (Daniel Přibyl, Marin Jandus) 27:20' | 1:0 2:0 3:0 3:1 3:2 | 28:40' Brett Connolly (Thomas Grégoire, Cody Eakin) 34:53' Brett Connolly (Daniel Carr, Thomas Grégoire) | Rozhodčí: Mark Lemelin Miroslav Štolc Čároví: Dominik Altmann Zachary Steenstra |
| 6 min | 6 min | Tresty              | 12 min                                                                                                   | Rozhodčí: Mark Lemelin Miroslav Štolc Čároví: Dominik Altmann Zachary Steenstra |
| 19 | 19 | Střely              | 30 | Rozhodčí: Mark Lemelin Miroslav Štolc Čároví: Dominik Altmann Zachary Steenstra |

| 27. prosince 2022 20:15 | HC Davos | 2 : 1 (2:0, 0:1, 0:0) | Tým Kanady | Eisstadion Davos, Davos Návštěvnost: 6 267 |  |

| Zpráva                                               |                                                      |             |                                                        |                                                                                  |
| Sandro Aeschlimann                                   | Sandro Aeschlimann                                   | Brankáři    | Connor Hughes                                          | Rozhodčí: Mikko Kaukokari Marc Wiegand Čároví: David Obwegeser Zachary Steenstra |
| Andrew Rowe 00:31' (Enzo Corvi) Leon Bristedt 01:55' | Andrew Rowe 00:31' (Enzo Corvi) Leon Bristedt 01:55' | 1:0 2:0 2:1 | 37:16' Brett Connolly (Wyatt Kalynuk, Thomas Gregoire) | Rozhodčí: Mikko Kaukokari Marc Wiegand Čároví: David Obwegeser Zachary Steenstra |
| 4 min                                                | 4 min                                                | Tresty      | 8 min                                                  | Rozhodčí: Mikko Kaukokari Marc Wiegand Čároví: David Obwegeser Zachary Steenstra |
| 24                                                   | 24                                                   | Střely      | 29                                                     | Rozhodčí: Mikko Kaukokari Marc Wiegand Čároví: David Obwegeser Zachary Steenstra |

| 28. prosince 2022 20:15 | HC Sparta Praha | 9 : 2 (2:1, 4:0, 3:1) | HC Davos | Eisstadion Davos, Davos Návštěvnost: 6 267 |  |

| Zpráva | |                                             |                                                                                        |                                                                               |
| Jakub Kovář | Jakub Kovář | Brankáři                                    | Gillles Senn                                                                           | Rozhodčí: Mark Lemelin Miroslav Štolc Čároví: Dominik Altmann David Obwegeser |
| Michal Kempný (Erik Thorell) 01:23' Ostap Safin (Michal Moravčík, David Vitouch) 10:55' Michal Kempný (Vladimír Sobotka, Roman Horák) 21:44' Jan Buchtele (David Vitouch, Michal Kempný) 25:23' Roman Horák (David Tomášek, Erik Thorell) 32:11' David Vitouch (Martin Jandus, Jan Buchtele) 32:54' Michal Řepík (David Tomášek, Michal Kempný) 44:40' David Dvořáček (Jakub Konečný, Gustaf Thorell) 46:39' Roman Horák (Daniel Přibyl, Gustaf Thorell) 54:35' | Michal Kempný (Erik Thorell) 01:23' Ostap Safin (Michal Moravčík, David Vitouch) 10:55' Michal Kempný (Vladimír Sobotka, Roman Horák) 21:44' Jan Buchtele (David Vitouch, Michal Kempný) 25:23' Roman Horák (David Tomášek, Erik Thorell) 32:11' David Vitouch (Martin Jandus, Jan Buchtele) 32:54' Michal Řepík (David Tomášek, Michal Kempný) 44:40' David Dvořáček (Jakub Konečný, Gustaf Thorell) 46:39' Roman Horák (Daniel Přibyl, Gustaf Thorell) 54:35' | 1:0 2:0 2:1 3:1 4:1 5:1 6:1 7:1 8:1 9:1 9:2 | 19:53' Matěj Stránský (Michael Fora, Enzo Corvi) 59:39' Andres Ambühl (Aleksi Saarela) | Rozhodčí: Mark Lemelin Miroslav Štolc Čároví: Dominik Altmann David Obwegeser |
| 6 min | 6 min | Tresty                                      | 4 min                                                                                  | Rozhodčí: Mark Lemelin Miroslav Štolc Čároví: Dominik Altmann David Obwegeser |
| 29 | 29 | Střely                                      | 20                                                                                     | Rozhodčí: Mark Lemelin Miroslav Štolc Čároví: Dominik Altmann David Obwegeser |

### Vyřazovací fáze

#### Čtvrtfinále
| 29. prosince 2022 15:10 | Örebro HK | 3 : 1 (1:0, 0:0, 2:1) | Tým Kanady | Eisstadion Davos, Davos Návštěvnost: 5 422 |  |

| Zpráva | |                 |                         |                                                                                   |
| Jonas Arntzen | Jonas Arntzen | Brankáři        | Michael Hutchinson      | Rozhodčí: Mikko Kaukoari Miroslav Štolc Čároví: Dominik Altmann Zachary Steenstra |
| Filip Berglund (Rodrigo Ābols) 12:00' Linus Öberg (Kristian Näkyvä) 40:21' Mathias Bromé (do prázdné branky) 59:34' | Filip Berglund (Rodrigo Ābols) 12:00' Linus Öberg (Kristian Näkyvä) 40:21' Mathias Bromé (do prázdné branky) 59:34' | 1:0 2:0 2:1 3:1 | 53:25' Chris Didomenico | Rozhodčí: Mikko Kaukoari Miroslav Štolc Čároví: Dominik Altmann Zachary Steenstra |
| 12 min | 12 min | Tresty          | 37 min                  | Rozhodčí: Mikko Kaukoari Miroslav Štolc Čároví: Dominik Altmann Zachary Steenstra |
| 32 | 32 | Střely          | 32                      | Rozhodčí: Mikko Kaukoari Miroslav Štolc Čároví: Dominik Altmann Zachary Steenstra |

| 29. prosince 2022 20:15 | HC Davos | 3 : 2 (1:1, 1:0, 1:1) | IFK Helsinky | Eisstadion Davos, Davos Návštěvnost: 6 267 |  |

| Zpráva | |                     | |                                                                           |
| Sandro Aeschlimann | Sandro Aeschlimann | Brankáři            | Roope Taponen | Rozhodčí: Cedric Borga Marc Wiegand Čároví: Eric Cattaneo David Obwegeser |
| Matěj Stránský (Dominik Egli) 11:19' Andres Ambühl (Michael Fora, Enzo Corvi) 26:43' Marco Wieser (Enzo Corvi, Matěj Stránský) 26:43' | Matěj Stránský (Dominik Egli) 11:19' Andres Ambühl (Michael Fora, Enzo Corvi) 26:43' Marco Wieser (Enzo Corvi, Matěj Stránský) 26:43' | 0:1 1:1 2:1 2:2 3:2 | 07:48' Kristian Vesalainen (Eddie Larsson, Olli Palola) 41:04' Eetu Koivistoinen (Roni Hirvonen, Julius Nättinen) | Rozhodčí: Cedric Borga Marc Wiegand Čároví: Eric Cattaneo David Obwegeser |
| 6 min | 6 min | Tresty              | 10 min | Rozhodčí: Cedric Borga Marc Wiegand Čároví: Eric Cattaneo David Obwegeser |
| 27 | 27 | Střely              | 29 | Rozhodčí: Cedric Borga Marc Wiegand Čároví: Eric Cattaneo David Obwegeser |

#### Semifinále
| 30. prosince 2022 15:10 | HC Sparta Praha | 4 : 3 (0:1, 4:2, 0:0) | Örebro HK | Eisstadion Davos, Davos Návštěvnost: 6 267 |  |

| Zpráva | |                             | |                                                                           |
| Josef Kořenář | Josef Kořenář | Brankáři                    | Jhonas Enroth | Rozhodčí: Mark Lemelin Marc Wiegand Čároví: Eric Cattaneo David Obwegeser |
| David Dvořáček (Jakub Konečný, Michal Moravčík) 30:02' Miroslav Forman (Daniel Přibyl, Martin Jandus) 34:40' Jan Buchtele (Ondřej Mikliš) 37:38' David Tomášek (Erik Thorell) 39:19' | David Dvořáček (Jakub Konečný, Michal Moravčík) 30:02' Miroslav Forman (Daniel Přibyl, Martin Jandus) 34:40' Jan Buchtele (Ondřej Mikliš) 37:38' David Tomášek (Erik Thorell) 39:19' | 0:1 0:2 0:3 1:3 2:3 3:3 4:3 | 03:28' Mathias Bromé (Rodrigo Ābols, William Wikman) 22:23' Kristian Näkyvä (Quinton Howden) 29:31' Rasmus Rissanen (Quinton Howden) | Rozhodčí: Mark Lemelin Marc Wiegand Čároví: Eric Cattaneo David Obwegeser |
| 8 min | 8 min | Tresty                      | 6 min | Rozhodčí: Mark Lemelin Marc Wiegand Čároví: Eric Cattaneo David Obwegeser |
| 19 | 19 | Střely                      | 23 | Rozhodčí: Mark Lemelin Marc Wiegand Čároví: Eric Cattaneo David Obwegeser |

| 30. prosince 2022 20:15 | HC Ambrì-Piotta | 5:0 (2:0, 1:0, 2:0) | HC Davos | Eisstadion Davos, Davos Návštěvnost: 6 267 |  |

| Zpráva | |                     |                    |                                                                            |
| Janne Juvonen | Janne Juvonen | Brankáři            | Sandro Aeschlimann | Rozhodčí: Mikael Nord Miroslav Štolc Čároví: Anders Nyqvist Hannu Sormunen |
| Brandon McMillan (Johnny Kneubuehler, Tobias Fohrler) 03:03' Dario Burgler (Alex Formenton, Dominic Zwerger) 15:25' Filip Chlapík 36:46' Nando Eggenberger (Tim Heed, Michael Špaček) 47:12' Inti Pestoni (do prázdné branky) 57:42' | Brandon McMillan (Johnny Kneubuehler, Tobias Fohrler) 03:03' Dario Burgler (Alex Formenton, Dominic Zwerger) 15:25' Filip Chlapík 36:46' Nando Eggenberger (Tim Heed, Michael Špaček) 47:12' Inti Pestoni (do prázdné branky) 57:42' | 1:0 2:0 3:0 4:0 5:0 |                    | Rozhodčí: Mikael Nord Miroslav Štolc Čároví: Anders Nyqvist Hannu Sormunen |
| 16 min | 16 min | Tresty              | 14 min             | Rozhodčí: Mikael Nord Miroslav Štolc Čároví: Anders Nyqvist Hannu Sormunen |

#### Finále
| 31. prosince 2022 12:10 | HC Sparta Praha | 2 : 3 SN (1:1, 0:1, 1:0 — 0:0 — 0:1) | HC Ambrì-Piotta | Eisstadion Davos, Davos Návštěvnost: 6 267 |  |

| Zpráva | |                                                    | |                                                                             |
| Jakub Kovář | Jakub Kovář | Brankáři                                           | Janne Juvonen | Rozhodčí: Mikko Kaukokari Mikael Nord Čároví: Anders Nyqvist Hannu Sormunen |
| David Tomášek (Michal Moravčík, Tomáš Tomek) 06:35' Roman Horák (Erik Thorell, Martin Jandus) 53:53' David Tomášek Michal Řepík Daniel Přibyl Roman Horák Erik Thorell | David Tomášek (Michal Moravčík, Tomáš Tomek) 06:35' Roman Horák (Erik Thorell, Martin Jandus) 53:53' David Tomášek Michal Řepík Daniel Přibyl Roman Horák Erik Thorell | 0:1 1:1 1:2 2:2 Samostatné nájezdy 0:0 0:1 1:1 1:2 | 05:42' Alex Formenton (Filip Chlapík, Michael Špaček) 23:51' Alex Formenton (Tim Heed) Tim Heed Dario Bürgler Alex Formenton Filip Chlapík Inti Pestoni | Rozhodčí: Mikko Kaukokari Mikael Nord Čároví: Anders Nyqvist Hannu Sormunen |
| 8 min | 8 min | Tresty                                             | 4 min | Rozhodčí: Mikko Kaukokari Mikael Nord Čároví: Anders Nyqvist Hannu Sormunen |

## All-Star Tým
| Pozice  | Hráč           | Tým             |
| ------- | -------------- | --------------- |
| Brankář | Janne Juvonen  | HC Ambrì-Piotta |
| Obránce | Michal Kempný  | HC Sparta Praha |
| Obránce | Filip Berglund | Örebro HK       |
| Útočník | Brett Connolly | Tým Kanady      |
| Útočník | Michael Špaček | HC Ambrì-Piotta |
| Útočník | Roman Horák    | HC Sparta Praha |